# Fritz Hopf (Politiker)
Fritz Hopf (* 1. Mai 1920 in Brattendorf; † 3. Juli 1997 ebenda) war ein deutscher Landwirt und Politiker der DDR-Blockpartei Liberal-Demokratische Partei Deutschlands (LDPD).

## Leben
Hopf war der Sohn eines Bauern. Nach der Schule nahm er eine landwirtschaftliche Lehre auf und wurde Landwirt. Er übernahm den Vorsitz der LPG „Völkerfreundschaft“ Brattendorf.

## Politik
Er trat 1946 der in der Sowjetischen Besatzungszone neugegründeten LDPD bei und wurde u. a. Mitglied des Bezirksvorstandes Suhl. Bei den Wahlen zur Volkskammer der DDR war Hopf Kandidat der Nationalen Front der DDR. Von 1963 bis 1971 war er Mitglied der LDPD-Fraktion in der Volkskammer.